# モクウィツィ・マシシ
モクウィツィ・エリック・ケアベツェ・マシシ（Mokgweetsi Eric Keabetswe Masisi, 1961年7月21日 - ）は、ボツワナの政治家。同国大統領を務めた（第5代：2018-2024年）。2009年に議員に選出されたのち、2011年から2014年にかけては大統領府・行政担当大臣を務め、2014年からは教育大臣を務めていた。

## 生涯・人物
モクウィツィ・マシシは、長年モシュパ選出の国会議員であり内閣の一員であったエジソン・マシシの息子として生まれた。マシシは首都ハボローネで育ち、ソーンヒル・プライマリースクールとマルアプラ・スクールに通った。
マシシは1984年に英語と歴史の高校教員資格を取ってボツワナ大学を卒業し、モシュパ村のMmanaana中等学校で教鞭をとったのち、1987年にカリキュラム作成の専門家としてボツワナ大学に異動した。1989年にはフロリダ州立大学で教育修士号を取得し、ボツワナのユニセフに就職した。
マシシは2009年10月にモシュパ・マニャナ選挙区からボツワナ民主党の候補として出馬して当選し、直ちに大統領府・行政担当副大臣に任命された。2011年1月には大統領府・行政担当大臣に昇格し、2014年4月には教育・技能開発大臣に就任した。2014年10月には選挙区で再選され、2014年10月28日には教育技能大臣に再任された。
イアン・カーマ大統領は2014年11月12日にマシシを副大統領に任命した。またカーマは、2017年6月22日にボツワナ大学総長だったクェット・マシーレ元大統領が死去すると、7月5日に5年の任期でマシシを総長に任命した。2018年4月1日、カーマの退任とともにマシシはボツワナ共和国第5代大統領に選出された。
2024年10月30日に執行された総選挙で、マシシ率いるボツワナ民主党は経済失政による影響で公選61議席中わずか4議席にとどまる惨敗を喫した。マシシは選挙結果が正式に発表された11月1日に敗北を認め、同日中に大統領を退任。1966年のボツワナ独立以来、ボツワナ民主党ははじめて下野した。

## 懸念点
マシシ政権は権威主義的な性格をより一層強め、ボツワナの民主主義を損なうことに貢献したとして一部の人から非難されている。マシシが当選以来不仲となっているイアン・カーマは、フィナンシャル・タイムズとのインタビューでマシシが「反対意見を抑え込んだ」と主張し、ボツワナの評判は国内外で傷つき、民主主義は衰退していると付け加えた。